# ده کهنه امامزاده
ده کهنه امامزاده، روستایی از توابع بخش رودشت شهرستان لردگان در استان چهارمحال و بختیاری ایران است.

## جمعیت
این روستا در دهستان سردشت قرار دارد و براساس سرشماری مرکز آمار ایران در سال ۱۳۸۵، جمعیت آن ۲۲۴ نفر (۳۴خانوار) بوده‌است.